# NGC 215
NGC 215는 극락조자리에 위치한 렌즈형 은하이다. 1834년 10월 28일, 존 허셜에 의해 발견되었다.